# کری (شرکت)
کری (به انگلیسی: Cray) یک شرکت از شرکتهای تابعه شرکت هیولت پکرد انترپرایز است که در سیاتل، واشینگتن مستقر است و در زمینه تولید ابررایانه فعالیت می‌کند. همچنین این شرکت سیستمهای ذخیره‌سازی و تحلیل داده تولید می‌کند. بسیاری از ابررایانه‌های این شرکت در لیست TOP500 قرار دارد که جزو قدرتمندترین ابررایانه‌های جهان است.